# Tom Kristensen (scrittore)
Aage Tom Kristensen (Londra, 4 agosto 1893 – Thurø, 2 giugno 1974) è stato uno scrittore danese, che ha svolto anche l'attività di critico.

## Biografia
Si laureò a Copenaghen nel 1919 e subito dopo incominciò a lavorare come critico letterario per il giornale Politiken (Il politico).
Nel 1920 pubblicò la raccolta di poesie intitolata Fribytterdrømme (Sogno di pirata) e l'anno seguente il romanzo espressionista Livets arabesk (L'arabesco della vita).
Negli anni successivi realizzò il romanzo autobiografico En anden (Un altro, 1923), i versi di tematica sentimentale Verdslige sange (Canti profani, 1927) e nel 1932 il saggio Kunst, økonomi, politik (Arte, economia, politica), dove sostenne il suo avvicinamento al socialismo.
Coltivò una teologia alla James Joyce, che lo portò a una costante ansia verso i problemi morali della società - Importante la sua romanzo autobiografia Hærværk (Distruzione) (1930).
Anche il libro Mod den yderste Rand (Verso il margine estremo, 1936), fu imperniato su tematiche politiche.
Si dimostrò fondamentale per conoscere la formazione di Kristensen la raccolta di saggi intitolata Mellem Krigene (Tra le guerre, 1946), nella quale l'autore descrisse gli scrittori che lo hanno influenzato e ispirato maggiormente: Joyce, Faulkner, Lawrence, Hemingway.

## Opere
- Fribytterdrømme (1920), poesia
- Livets arabesk (1921), romanzo
- Mirakler (1922)
- Paafuglefjeren (1922) poesia della Cina
- En anden (1923), romanzo
- En kavaler i Spanien (1926), romanzo
- Verdslige sange (1927), poesia
- Hærværk (1930), romanzo
- Vindrosen (1934), novella
- Aabenhjertige Fortielser (1966), memoria